# Stormyrtjärnarna, Ångermanland
Stormyrtjärnarna är en sjö i Örnsköldsviks kommun i Ångermanland och ingår i Gideälvens huvudavrinningsområde.